# Kázsmárk
Kázsmárk község Észak-Magyarország régióban, Borsod-Abaúj-Zemplén vármegyében, a Szikszói járásban.

## Fekvése
Az Északi-középhegységben, a Cserehát keleti részén, a Vasonca-patak völgyében fekszik. A megyeszékhelytől, Miskolctól 30 kilométerre északkeletre található.

### Megközelítése
Közúton a 3-as főútról, Szikszó, majd Aszaló után kb. 5 kilométerrel balra letérve, a 2624-es úton érhető el. Abaújszántóval a 3703-as út köti össze.
A közúti közösségi közlekedés autóbuszos szolgáltatója e településen is a Volánbusz.
Vasútvonal nem érinti, a legközelebbi vasúti csatlakozási lehetőséget a Felsőzsolca–Hidasnémeti-vasútvonal mintegy 4 kilométerre lévő Halmaj vasútállomása kínálja.

## Története
A települést 1332-ben említették először Casmar, Kasmar néven.
1332-ben a pápai tizedjegyzékben papját is említették, tehát ekkor már egyházas hely volt.
Papja ekkor 12 garas pápai tizedet fizetett. 1388-ban Alsó- és Felsőkázsmárk néven létezett.
A 17. században elnéptelenedett, majd újra benépesült. 1711-ben egy pestisjárvány miatt a falu népessége kihalt, 1726-ban telepítették be újra. A 20. század elején Alsó- és Felsőkázsmárk  Abaúj-Torna vármegye Szikszói járásához tartozott.
Az 1910-es népszámláláskor Alsókázsmárknak 269 magyar lakosa volt, melyből 110 római katolikus, 104 református, 27 evangélikus volt. Felsőkázsmárk 394 magyar lakosából 163 római katolikus, 30 görögkatolikus, 162 református volt. 1936-ban a két település, Alsó- és Felsőkázsmárk egyesült.

## Közélete

### Polgármesterei
| Név            | Párt        | Terminus  | Megjegyzés / Források |
| -------------- | ----------- | --------- | --- |
| Bortnyik Béla  | független   | 1990–2018 | Az 1990-es polgármester-választásról a Nemzeti Választási Iroda publikus nyilvántartásából csak annak végeredménye állapítható meg.                                                                         |
| Bortnyik Béla  | független   | 1990–2018 | Az 1994. december 11-én megtartott választáson egyedüli jelöltként indult, így a 428 érvényesen leadott szavazat 100 %-át szerezte meg (5 szavazat érvénytelen volt).                                       |
| Bortnyik Béla  | független   | 1990–2018 | Az 1998. október 18-án megtartott választáson újra kihívó nélkül indult, ezúttal 402 érvényes szavazat 100 %-ával lett polgármester (érvénytelenül 21 fő szavazott).                                        |
| Bortnyik Béla  | független   | 1990–2018 | A 2002. október 20-án megtartott választáson is egyedül indult, 450 érvényes szavazatot szerzett, az érvénytelen szavazatok száma 9 volt.                                                                   |
| Bortnyik Béla  | független   | 1990–2018 | Ellenjelölt nélkül versengett 2006. október 1-jén is, a rá adott 399 érvényes szavazat mellé ezúttal 13 érvénytelen társult.                                                                                |
| Bortnyik Béla  | független   | 1990–2018 | A 2010. október 3-án megtartott választáson az 513 érvényesen leadott szavazatból, két jelölt közül 458 szavazatot szerzett meg, amivel 89,28 %-os eredményt ért el (ismét öten voksoltak érvénytelenül).   |
| Bortnyik Béla  | független   | 1990–2018 | A 2014. október 12-én megtartott választáson az 533 érvényesen leadott szavazatból, két jelölt közül 438 szavazatot szerzett meg, amivel 82,18 %-os eredményt ért el (7-en szavaztak érvénytelenül).        |
| Kecskés Attila | Fidesz-KDNP | 2018–     | A 2018. december 16-án megtartott időközi választáson a 492 érvényesen leadott szavazatból, két jelölt közül 317 szavazatot szerzett meg, amivel 64,43 %-os eredményt ért el (7 szavazat érvénytelen volt). |
| Kecskés Attila | Fidesz-KDNP | 2018–     | A 2019. október 13-án megtartott választáson egyedüli jelöltként indult, így a 422 érvényesen leadott szavazat 100 %-át szerezte meg (55 szavazat volt érvénytelen).                                        |
| Kecskés Attila | Fidesz-KDNP | 2018–     | A 2024. június 9-én megtartott választáson négy jelölt közül, 540 érvényesen leadott szavazatból 264-et szerzett meg, amivel 48,89 %-os eredményt ért el.                                                   |

A településen 2018. december 16-án időközi polgármester-választást kellett tartani, mert a községet 28 éven keresztül vezető Bortnyik Béla októberben lemondott tisztségéről (és még az időközi választás előtt el is hunyt).

## Népesség
A település népességének változása:
| Lakosok száma | 959  | 957  | 984  | 962  | 954  | 966  | 945  |
|               | 2013 | 2014 | 2015 | 2021 | 2022 | 2023 | 2024 |

2001-ben a település lakosságának 63%-a magyar, 37%-a cigány nemzetiségűnek vallotta magát.
A 2011-es népszámlálás során a lakosok 97,1%-a magyarnak, 43,9% cigánynak, 0,5% németnek, 0,6% ukránnak mondta magát (2,8% nem nyilatkozott; a kettős identitások miatt a végösszeg nagyobb lehet 100%-nál). A vallási megoszlás a következő volt: római katolikus 28,7%, református 20,8%, görögkatolikus 26,9%, evangélikus 0,2%, felekezeten kívüli 4,9% (18,5% nem válaszolt).
2022-ben a lakosság 94,4%-a vallotta magát magyarnak, 9,2% cigánynak, 0,2% németnek, 0,1% örménynek, 0,3% egyéb, nem hazai nemzetiségűnek (5,6% nem nyilatkozott; a kettős identitások miatt a végösszeg nagyobb lehet 100%-nál). Vallásuk szerint 19,9% volt római katolikus, 17% református, 41,5% görög katolikus, 0,1% egyéb keresztény, 5,3% felekezeten kívüli (16,1% nem válaszolt).

## Vallás
A 2001-es népszámlálás adatai alapján a település lakossága vallásilag igen megosztott. Római katolikusnak kb. 28,5%, reformátusnak kb. 22,5%, görögkatolikusnak kb. 10,5%, míg evangélikusnak kb. 0,5% vallotta magát. Nem tartozik semmilyen egyházhoz vagy felekezethez kb. 3,5%, és nem válaszolt, illetve ismeretlen kb. 34,5%.
Római katolikus egyház: az Egri főegyházmegye (érsekség) Abaúj-Zempléni Főesperességének Szikszó-Encsi Esperesi Kerületéhez tartozik. Nem rendelkezik önálló plébániával, a település a léhi plébánia filiája.
Református egyház: a Tiszáninneni Református Egyházkerület (püspökség) Abaúji Református Egyházmegyéjéhez (esperesség) tartozik, mint anyaegyházközség.
Görögkatolikus egyház: a Miskolci Egyházmegye Csereháti Esperesi Kerületéhez tartozik. Nem rendelkezik önálló parókiával. A település a csobádi görögkatolikus parókiához tartozik, mint filia. A Kázsmárkon található görögkatolikus kápolna titulusa: Szent Márk evangélista.
Evangélikus egyház: az Északi Evangélikus Egyházkerület (püspökség) Borsod-Hevesi Egyházmegyéjéhez (esperesség) tartozik. A település evangélikus vallású lakosai a Fancsal-Hernádvécsei Evangélikus Egyházközséghez tartoznak, mint szórvány.

## Látnivalók
- Péchy-kúria: Az alsó szint ajtajának kőkeretén található felirat alapján 1786-ban épült, s 1802-ben újra/átépített, klasszicizáló késő barokk stílusban.
- Református templom: A XIV. században épült, gótikus stílusban. 1667-ben és 1760-ban átépítették. Homlokzat előtti tornya 1873-ban készült.
- I-II. világháborús emlékmű.
- Görögkatolikus (Szent Márk evangélista-) kápolna.

## Testvértelepülés
- Szádudvarnok (Szlovákia)

## Környező települések
Aszaló (9 km), Csobád (7 km), Detek, Léh, Rásonysápberencs, a legközelebbi város: Szikszó (12 km).